# Espulsioni ed esodi degli ebrei
Questo articolo elenca le espulsioni, le crisi come rifugiati e altre forme di deportazione che hanno colpito gli Ebrei nel corso dei secoli.

## Cronologia
Quello che segue è un elenco di espulsioni di Ebrei ed eventi che hanno provocato loro significativi movimenti come profughi.

### Cattività assira
733/2 Calendario gregorianoTiglatpileser III, re dell'Impero assiro, saccheggiò il nord del Regno di Israele e annetté il territorio delle tribù di Ruben, di Gad e di Manasse in Galaad.. Tiglath-Pileser occupò anche il territorio di Naphtali e la città di Janoah in Ephraim, e un governatore assiro fu posto al comando della regione di Naphtali. Secondo 15:29, la popolazione di Naftali fu deportata in Assiria.
722 Calendario gregorianonegli anni 720 a.C., la città antica di Samaria, la città capitale del nord del Regno di Israele, fu conquistata da Sargon II, che ristanziò gli Israeliti in Halah, Habor, Gozan e nelle città di Media (18:11-12). Sargon registrò la cattura di quella città: "Io guardai a Samaria, Io la catturai; 27 280 che vi risiedevano li portai via in Assiria. Alcune persone delle tribù del Nord furono risparmiate, ed è stato ipotizzato che molti fuggirono anche a sud di Gerusalemme.

### Cattività Babilonese
597 a.C.Nel 598 a.C., Nabucodonosor II dell'Impero neo-babilonese assediò Gerusalemme, allora capitale del Regno di Giuda meridionale. La città cadde dopo un assedio di tre mesi, e il nuovo re Ioiachin, che aveva 8 o 18 anni di età, la sua corte e altri eminenti cittadini (incluso il profeta Ezechiele) e artigiani, furono deportati in Babilonia. Lo zio di Sedecia fu nominato re al suo posto.

#### 587-586 a.C.
Quando Zedekiah si rivoltò contro il dominio babilonese, Nabucodonosor rispose invadendo Giuda (Kings). In dicembre 589 a.C., Nabucodonosor iniziò un altro assedio di Gerusalemme. Durante l'assedio, molti Ebrei fuggirono nelle vicine Moab, Ammon, Edom e altri Paesi per cercare rifugio. La città infine cadde dopo un assedio durato trenta mesi, e il generale babilonese Nebuzaradan fu inviato a completarne la distruzione. La città fu saccheggiata e il Tempio di Salomone fu distrutto. La maggior parte della classe elitaria fu portata in cattività a Babilonia e la città fu rasa al suolo. Solo a poche persone fu consentito di rimanere a coltivare la terra (Jeremiah).:
Nel 537 a.C. Ciro il Grande, il re fondatore dell'Impero Persiano achemenide, consentì agli Ebrei di ritornare in Giuda e ricostruire il Tempio.

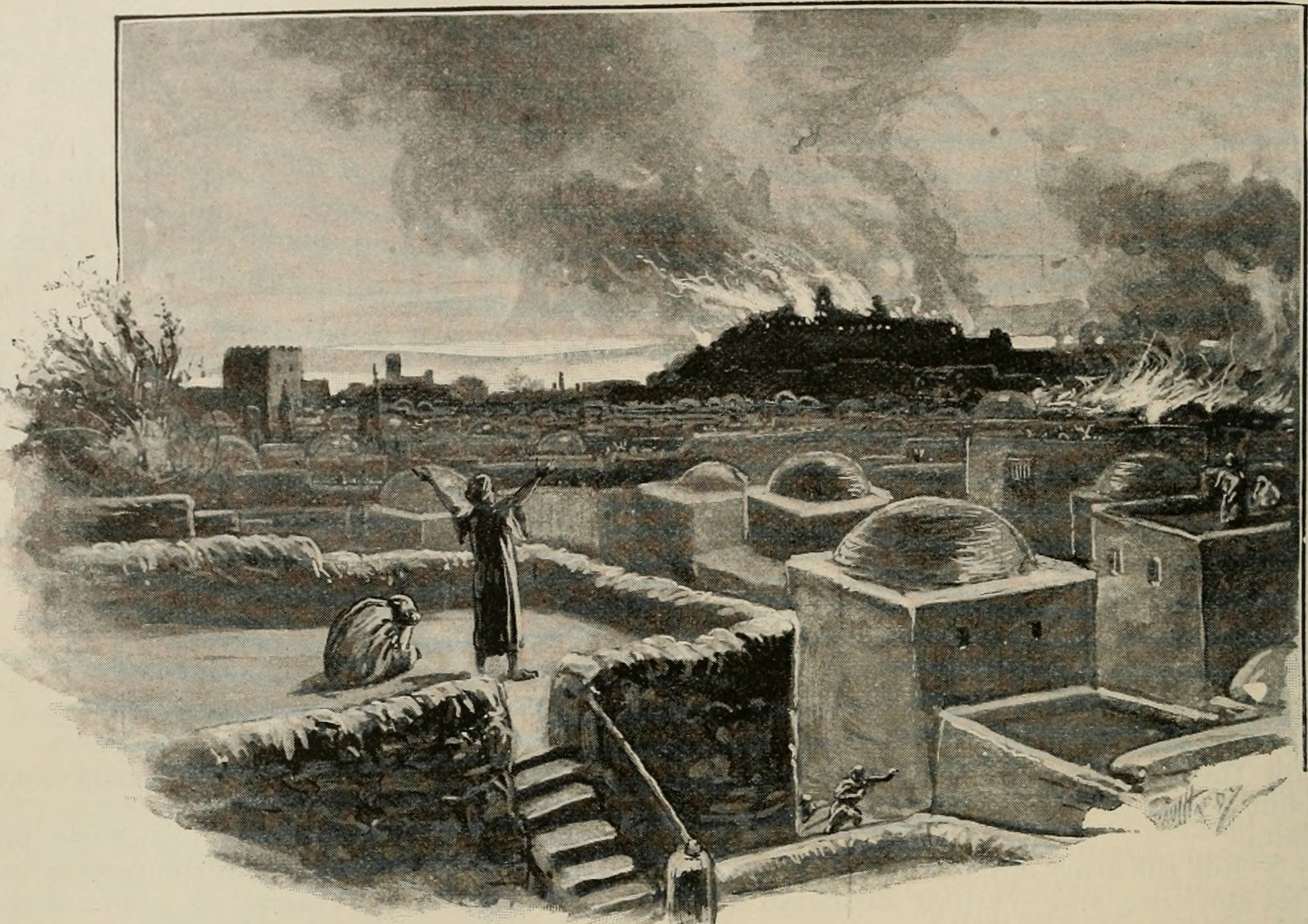
Caduta di Gerusalemme; il Tempio di Salomone è in fiamme

### 500-1 a.C.
139 a.C.Espulsione dalla città di Roma con l’accusa di 
proselitismo aggressivo fra i Romani.

### 1-599
19Espulsione dalla città di Roma da parte dell'Imperatore Tiberio insieme ai praticanti della Religione egizia.
38Gli Ebrei furono espulsi da uno dei loro quartieri della città di Alessandria, in Egitto, sotto istigazione di Aulo Avilio Flacco.
41-53 CEEspulsioni da parte di Claudio ed esodo degli Ebrei da Roma.
73 CELa sconfitta degli ebrei nella Prima guerra giudaica fece sì che molti Ebrei fossero presi prigionieri come schiavi o divenissero fuggiaschi.
119Ampie comunità ebraiche di Cipro, Cirene e Alessandria si nascosero dopo la sconfitta ebraica nella Seconda guerra giudaica contro Roma. Questo evento causò un grande spostamento demografico nel Levante e nel Nordafrica. Secondo Eusebio di Cesarea lo scoppio della violenza lasciò la Libia talmente spopolata che pochi anni dopo dovettero essere ivi impiantate dall'Imperatore Adriano nuove colonie per mantenere la vitalità degli insediamenti.
415Ebrei espulsi da Alessandria sotto la leadership di San Cirillo di Alessandria.
418Ebrei espulsi da Minorca od obbligati a convertirsi.

### Dal sesto al decimo secolo
612Il re Visigoto Sisebut dispone che ogni ebreo che si sia rifiutato per più di un anno di farsi battezzare o far battezzare i propri figli e servi sia bandito dal Paese e privato delle sue proprietà.
629L'intera popolazione ebraica della Galilea massacrata o espulsa, a seguito della rivolta ebraica contro Eraclio.
7º secoloMaometto espelle due tribù ebraiche: i Banū Qaynuqāʿ e i Banū Naḍīr da Medina. La tribù Banū Qaynuqāʿ viene massacrata e l’insediamento ebraico di Khaybar saccheggiato.

### Dall'undicesimo al tredicesimo secolo

Espulsioni di Ebrei in Europa dal 1100 al 1600

1012Ebrei espulsi da Magonza.
1095 – Metà del 13º secoloL’ondata delle crociate distrugge molte comunità ebraiche in Europa (in particolare in Renania) e Medio Oriente (in particolare Gerusalemme).
Metà 12º secoloL’invasione degli Almohadi pone fine all'Epoca d'oro della cultura ebraica in Spagna. Tra gli altri profughi vi è Mosè Maimonide, che fugge in Marocco, quindi in Egitto e infine in Terra di Israele.
1276Ebrei espulsi dalla Baviera settentrionale.
12º–14º secoloFrancia. La pratica di espellere gli Ebrei accompagnata dalla confisca delle loro proprietà e seguita da temporanee riammissioni a caso, viene utilizzata per arricchire la Corona: espulsioni da Parigi da parte di Filippo Augusto nel 1182, dalla Francia da parte di Luigi IX nel 1254, da parte di Filippo IV nel 1306, da parte di Carlo IV nel 1322, da parte di Carlo V nel 1359, da parte di Carlo VI nel 1394.
13º secoloL’influente filosofo e logico Raimondo Lullo chiede l’espulsione di tutti gli Ebrei che si siano rifiutati di convertirsi al Cristianesimo. Alcuni studiosi guardano quella di Lullo come la prima completa articolazione, nell’Occidente Cristiano, di una politica espulsionista nei riguardi degli Ebrei.
1253Il 23 luglio (Menachem Av 25) gli Ebrei di Vienne, in Francia, vengono espulsi per ordine di papa Innocenzo III
1288Napoli numerose prime espulsioni di Ebrei nell’Italia del Sud.
1290Re Edoardo I d'Inghilterra emana un Editto di Espulsione per tutti gli Ebrei dall'Inghilterra. La politica verrà invertita dopo 365 anni nel 1655 da Oliver Cromwell.
1294Il 24 giugno (4º di Tamuz), gli Ebrei di Berna, Svizzera, vengono espulsi "Parecchi Ebrei furono messi a morte qui in conseguenza di un'"Accusa del sangue" ma una trattativa che previde un pagamento in denaro da parte degli Ebrei evitò le espulsioni."

### 14º secolo
1360Ebrei espulsi dall'Ungheria da Luigi I d'Ungheria.
1392Ebrei espulsi da Berna, Svizzera. Sebbene tra il 1408 e il 1427 vi siano ancora degli Ebrei residenti in città, i soli Ebrei ad apparire in Berna successivamente sono di passaggio, prevalentemente medici e commercianti di bestiame.

### 15º secolo
1420-21Alberto II d'Asburgo ordina l’incarcerazione e la conversione forzata al Cristianesimo di tutti gli Ebrei in Austria. Alcuni si convertono e altri lasciano il Paese. Nel 1421 le autorità austriache arrestano nuovamente ed espellono gli Ebrei, che sono anche banditi dalla capitale Vienna.
1442Ebrei ancora espulsi dalla Baviera Superiore .
1478Ebrei espulsi da Passavia.
1491Ebrei di Ravenna espulsi, sinagoghe distrutte.
1492Ferdinando II e Isabella I emettono il Decreto dell'Alhambra, editto generale sull’espulsione degli Ebrei dalla Spagna (circa 200.000) e dalla Sicilia (1493, circa 37)
1495Carlo VIII di Francia occupa il Regno di Napoli, apportando nuove persecuzioni contro gli Ebrei, molti dei quali sono profughi dalla Spagna.
1496Ebrei espulsi dal Portogallo. Massimiliano I d'Asburgo, emette un decreto di espulsione di tutti gli Ebrei dalla Stiria e da Wiener Neustadt.
1499Ebrei espulsi da Norimberga.

### 16º secolo
1510Ebrei espulsi da Napoli.
1510Ebrei espulsi dal Brandeburgo dopo false accuse di sacrilegi con ostie a Berlino.
1519Ebrei espulsi da Ratisbona.
1526Ebrei espulsi da Presburgo (Bratislava) alla vigilia della sconfitta del Regno di Ungheria da parte dell'Impero Ottomano.
1551Tutti i rimanenti Ebrei espulsi dal ducato di Baviera. L’insediamento ebraico in Baviera cessa fin verso la fine del 17º secolo, quando una piccola comunità viene fondata a Sulzbach dai profughi provenienti da Vienna.
1569Papa Pio V espelle gli Ebrei dagli Stati Pontifici, con le eccezioni di quelli residenti in Ancona e Roma.
1593Papa Clemente VIII espelle gli Ebrei residenti in tutti gli stati pontifici, ad eccezione di Roma, Avignone e Ancona. Gli Ebrei sono invitati a stabilirsi a Livorno, il porto principale della Toscana, dove vengono loro garantite la totale libertà di culto e i diritti civili, da parte della famiglia dei Medici, che vogliono sviluppare la regione in un centro di commerci.
1597Novecento Ebrei vengono espulsi da Milano.

### 17º secolo
1614Insurrezione di Fettmilch: gli Ebrei sono espulsi da Francoforte, Sacro Romano Impero, a seguito del saccheggio del ghetto di Francoforte.
1654La caduta della colonia olandese di Recife in Brasile in mano portoghese provoca l’arrivo in Nuova Amsterdam (la futura New York), del primo gruppo di Ebrei diretti in Nordamerica.
1669-1670Ebrei espulsi da Vienna da Leopoldo I d'Asburgo e in conseguenza colpiti dal divieto di stabilirsi in terre austriache. L’ex ghetto ebraico Unterer Werd viene rinominato Leopoldstadt in onore dell’imperatore e le case e terre espropriate dati a cittadini cattolici.
1679–1680Ebrei distribuiti nello Yemen, espulsi dalle loro città e villaggi e inviati dall'Imām al-Mahdi Ahmad in un luogo deserto noto come l'esilio di Mawza.
1683Ebrei espulsi da Haiti e da tutte le altre colonie francesi in base al Codice Nero, decreto emesso da Luigi XIV.

### 18º secolo
1701–1714Guerra di Successione spagnola. Dopo la guerra, Ebrei di origine austriaca vengono espulsi dalla Baviera, ma alcuni sono in grado di acquisire il diritto di residenza a Monaco.
1744–1790sLe riforme di Federico II, Giuseppe II e di Maria Teresa inviano masse di Ebrei tedeschi e austriaci impoveriti verso est.
1791La zarina of Russia Caterina la Grande istituisce la Zona di residenza, restringendo lo spazio degli Ebrei alle parti occidentali dell'Impero mediante deportazioni. Entro il 19º secolo, oltre quattro milioni di Ebrei vivranno nella Zona.

### 19º secolo
1862 Tennessee, Mississippi, KentuckyEbrei espulsi da Ulysses S. Grant con l'Ordine Generale No. 11.
1880- anni 1910Pogrom nell'Impero Russo: circa 2,5 milioni di Ebrei emigrano dall’Europa dell'est, in gran parte verso gli Stati Uniti.

### 20º secolo

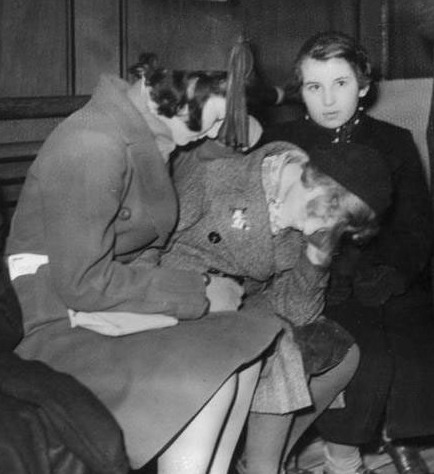
Prima massa di bambini profughi arriva in Inghilterra dalla Germania.

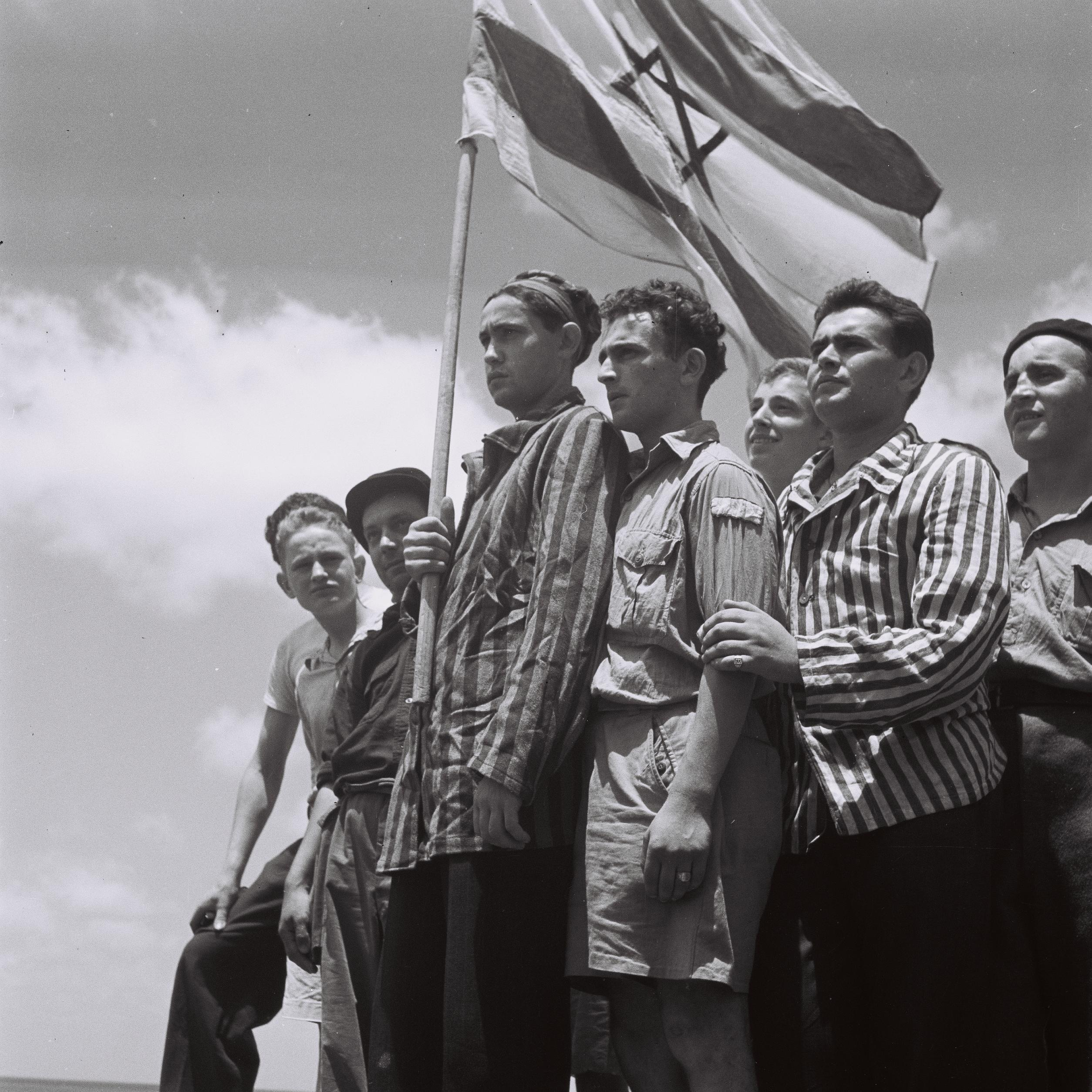
Sopravvissuti a Buchenwald giungono ad Haifa.

1917
Ebrei espulsi dalla zona di Jaffa da parte delle autorità ottomane durante la Prima Guerra mondiale.
1933–1957
La persecuzione nazista iniziò con il boicottaggio del commercio ebraico nel 1933, raggiunse un primo apice con la Notte dei cristalli nel 1938 e culminò con l'Olocausto del giudaismo europeo. Il Mandato per la Palestina vietava agli Ebrei la migrazione nella Palestina sotto il mandato britannico. La Conferenza di Évian del 1938, la Conferenza delle Bermuda del 1943 e altri tentativi di risolvere il problema dei profughi ebrei, furono un fatto ampiamente utilizzato dalla propaganda nazista. Un limitato numero di Ebrei tedeschi e austriaci, profughi dal Nazismo, emigrarono in Gran Bretagna, dove l'atteggiamento verso di loro non era necessariamente positivo. Molti dei profughi fuggi in Gran Bretagna durante la seconda guerra mondiale. Dopo quest'ultima, Ebrei dell'Europa orientale sopravvissuti all'Olocausto emigrarono nella parte dell'Europa controllata dagli Alleati, così che la società ebraica, alla quale la maggior parte di loro apparteneva, non esiste più. Spesso essi erano gli unici sopravvissuti, impegnati nella spesso inutile ricerca di altri parenti e amici, e spesso malvisti nelle città di provenienza. Essi erano noti come migranti forzati (in lingua ebraica Sh'erit ha-Pletah) e sistemati in campi profughi, molti dei quali furono chiusi entro il 1951 (L'ultimo, il campo di Föhrenwald, fu chiuso nel 1957).
1943-1944Ebrei espulsi, privati della cittadinanza, erano reduci da pogrom in alcune città italiane, tra cui Roma, Verona, Firenze, Pisa e Alessandria.

#### 1947–1972

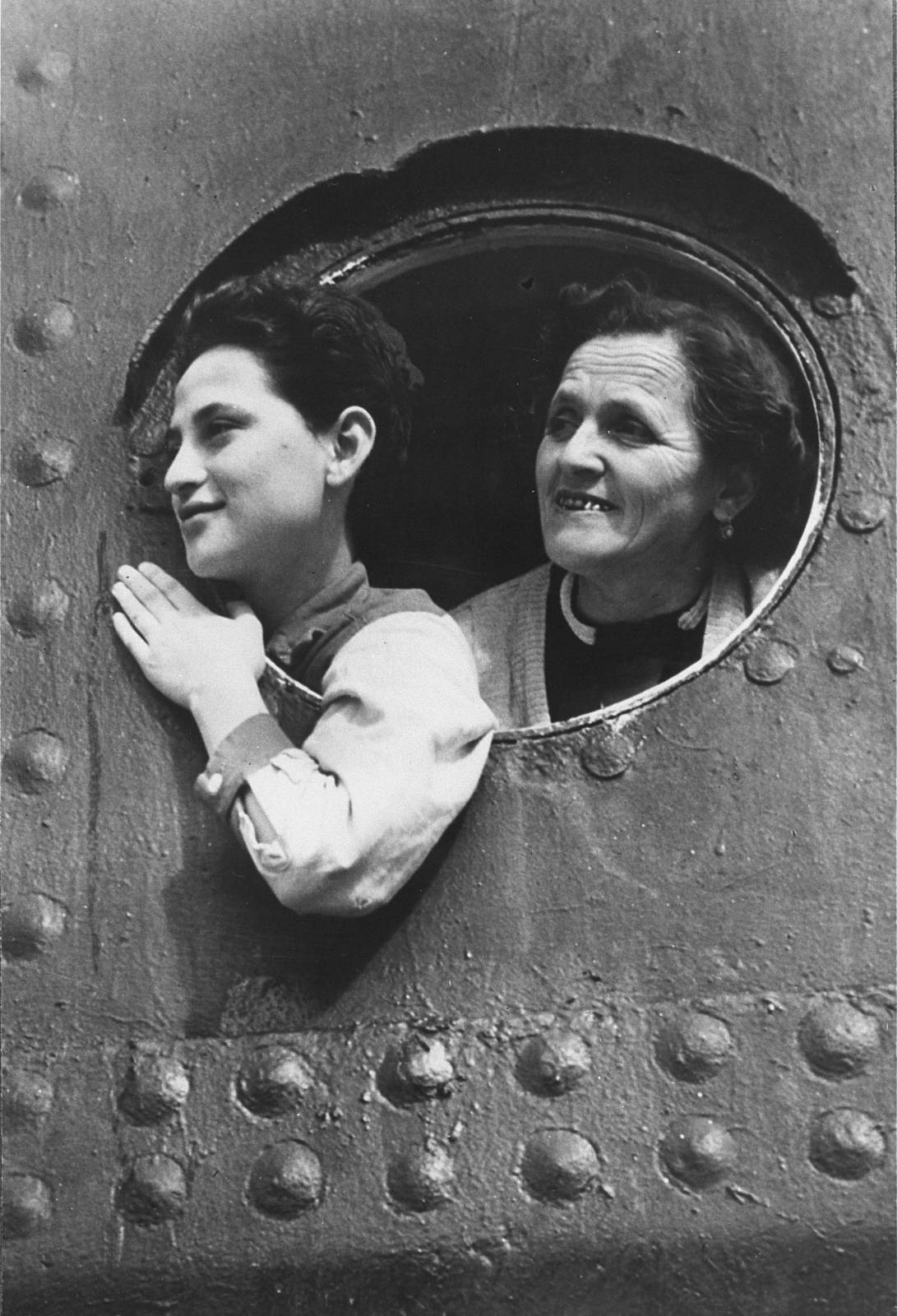
Profughi ebrei guardano dagli oblò di una nave ancorata nel porto di Haifa.

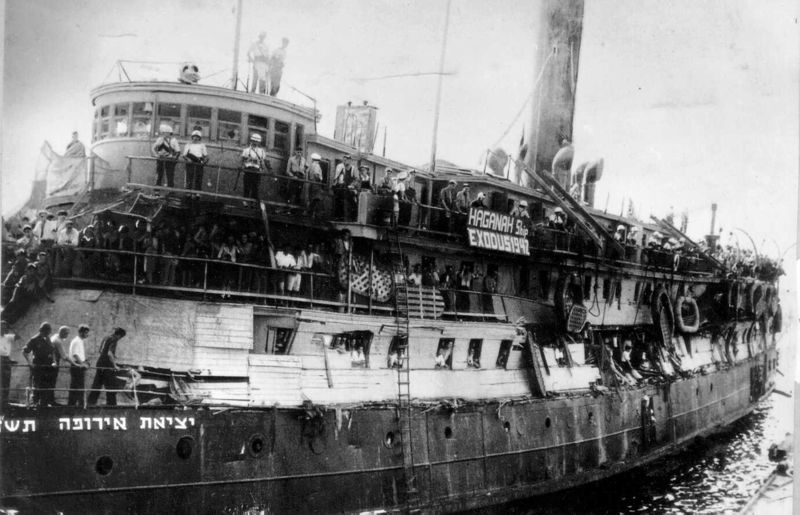
La nave Exodus trasporta profughi.

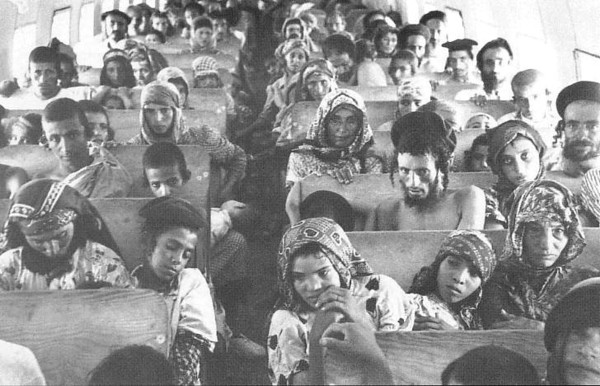
Nel corso dell'operazione "Magic Carpet" (1949–1950), l'intera comunità di Ebrei yemeniti (chiamata Teimanim, circa 49.000) immigrarono in Israele

L'esodo ebraico dai paesi arabi, con il quale la popolazione mista di comunità ebraiche del Medio Oriente e del Nordafrica (escluso Israele) si ridusse da circa 900.000 nel 1948 a meno di 8.000 oggi e circa 600.000 di essi sono diventati cittadini d'Israele. La storia dell'esodo è politicizzata, data la sua supposta rilevanza per la conclusione finale dei negoziati di pace Israelo–Palestiniani.
Nel presentare la storia, coloro che vedono l'esodo ebraico come equivalente a quello palestinese del 1948, come il Governo di Israele e gli NGO come JJAC e JIMENA, enfatizzano "fattori di spinta", come i casi di violenze anti-ebraiche ed espulsioni forzate, e si riferiscono a quelli che le subiscono come "profughi". Coloro che sostengono che l'esodo non equivale a quello palestinese del 1967 enfatizzano "fattori di spinta" quali le azioni della locale Agenzia ebraica per Israele volte ad attuare il Piano di un Milione, pongono in luce buoni rapporti tra le comunità ebraiche e i governi dei loro Paesi, enfatizzano l'impatto di altri "fattori di spinta" quali la decolonizzazione nel Maghreb, la Crisi di Suez e il Caso Lavon in Egitto, e sostengono che molti o tutti fra coloro che partirono non erano profughi.
Lo UNHCR annuncia nel febbraio 1957 e in luglio 1967, che questi Ebrei che erano fuggiti dai paesi arabi "possono essere considerati prima facie nel mandato di questo ufficio", quindi secondo loro nella legge internazionale, come profughi in bona fide.
1947L'Egitto approva la Companies' Law (Legge sulle Società). Questa legge richiede che non meno del 75% dei dipendenti delle società in Egitto debba essere di cittadinanza egiziana. Questa legge condiziona fortemente gli Ebrei, perché solo circa il 20% di tutti gli Ebrei in Egitto sono cittadini egiziani. I rimanenti, sebbene in molti casi nati in Egitto e ivi residenti da generazioni, non hanno la cittadinanza egiziana.
1948Istituito lo Stato di Israele, l'antisemitismo in Egitto s'intensifica fortemente. Il 15 maggio 1948, vengono emesse leggi di emergenza e un decreto reale vieta ai cittadini egiziani di lasciare il Paese senza un permesso speciale. Ciò si applica agli Ebrei. Centinaia di Ebrei vengono arrestati e a molti confiscate le proprietà. Da giugno fino ad agosto 1948, vengono piazzate bombe nelle vicinanze degli Ebrei, i cui beni vengono saccheggiati. Circa 250 Ebrei sono uccisi o feriti dalle bombe. Circa 14000 Ebrei lasciano l'Egitto tra il 1948 e il 1950.
1949La Giordania occupa e quindi annette la Cisgiordania – ampiamente assegnata dalla Spartizione della Palestina, operata dalle Nazioni Unite nel 1947, a uno stato arabo, proposta respinta dalla leadership araba – e porta a discriminazioni e persecuzioni di tutti i residenti non Musulmani – Ebrei, Cristiani (di varie denominazioni), Drusi, Circassi, etc.– e impone l'arabizzazione di tutte le attività pubbliche, comprese scuole e pubbliche amministrazioni.
1951-1952Durante l'Operazione Ezra e Nehemiah, ~120,000 Ebrei vengono espulsi con la legge di De-Naturalizzazione del Primo ministro dell'Iraq Tawfeeq Al-Suwaidi con il pretesto che gli Ebrei avrebbero un'eccessiva influenza sull'economia.
1954Dopo la Rivoluzione egiziana del 1952, condotta sotto la guida del generale Muḥammad Naǧīb, primo Presidente dell'Egitto dopo la cacciata del re Fārūq I d'Egitto, estromesso poi da Nasser che lo sostituisce al potere. Quest'ultimo dispone l'immediato arresto di numerosi Ebrei, che pone sotto processo con diverse accuse, principalmente quelle di Sionismo e di attività comuniste. Gli Ebrei sono costretti a donare forti somme ai militari egiziani. Viene introdotta una rigida supervisione sulle imprese ebraiche, alcune di esse vengono confiscate e altre forzatamente vendute allo Stato egiziano.
1956Crisi di Suez. Approssimativamente 3000 Ebrei egiziani vengono internati senza accuse e trasferiti in quattro campi di detenzione. Il governo ordina a migliaia di Ebrei di lasciare il Paese entro pochi giorni, vietando loro di vendere le loro proprietà, come di portare alcun capitale con sé. Ai deportati viene fatto sottoscrivere un accordo a non rientrare in Egitto in futuro e a trasferire le loro proprietà all'amministrazione governativa. La Croce Rossa Internazionale aiuta circa 8000 Ebrei privi di cittadinanza a lasiare il Paese, trasferendo la maggior parte di loro in Italia e in Grecia. Molti degli Ebrei di Porto Said (circa 100) vengono clandestinamente portati in Israele da agenti israeliani. Il sistema delle deportazioni continuò nel 1957. Altri Ebrei lasciarono il Paese volontariamente, dopo che erano stati privati dei loro mezzi di sostentamento, fino a che solo 8561 furono registrati nel censimento del 1957. L'esodo ebraico continuò fino a che rimasero solo circa 3000 Ebrei nel 1967.
1962
Gli Ebrei lasciano l'Algeria a causa delle violenze dell'OAS. La comunità teme che la proclamazione dell'indipendenza precipiti in un'esplosione musulmana. Alla fine di luglio 1962, 70000 Ebrei se ne sono andati in Francia e altri 5000 in Israele. Si stima che circa l'80% degli Ebrei algerini si sia sistemato in Francia.
1965
La situazione degli ebrei in Algeria si deteriora rapidamente. Nel 1969, ne rimangono meno di 1000. Negli anni 1990, il numero è sceso ad approssimativamente 70.
1967Guerra dei sei giorni. Centinaia di Ebrei egiziani soffrono botte, torture e abusi. Alcuni vengono rilasciati a seguito di interventi di stati esteri, specialmente della Spagna, e viene loro consentito di lasciare il Paese. Ebrei libici, che sono approssimativamente 7000, sono soggetti a pogrom nei quali 18 vengono uccisi, provocando un esodo di massa che lascia meno di 100 Ebrei in Libia.
1968La crisi politica polacca del 1968 costringe centinaia di Ebrei a lasciare la Polonia comunista.
1970
Meno di 1000 Ebrei vivono ancora in Egitto nel 1970. Ad essi viene concesso di partire ma senza i loro beni. Nel 1971, solo 400 Ebrei rimangono in Egitto e nel 2013, solo poche dozzine.
anni 1970–1990La persecuzione sponsorizzata nell'Unione Sovietica spinge centinaia di migliaia di Ebrei sovietici, noti come Refusenik poiché è stato loro negato il permesso ufficiale di partire; la maggior parte si dirige in Israele o negli Stati Uniti come profughi.
1972Idi Amin, espelle tutti gli Israeliti dall'Uganda.
1985 e 199110000 Ebrei fuggono in Etiopia con l'Operazione Mosè e l'Operazione Giosuè e 14000 Ebrei fuggono in Etiopia grazie all'Operazione Salomone.

### 21º secolo
2003Gli ultimi ebrei lasciano la Libia.
2010Il contatto con gli ultimi due Ebrei in Somalia fu perso.
2021Gli ultimi Ebrei lasciano l'Afghanistan.
2021Membri della comunità ebraica dello Yemen sono fuggiti dal Paese, lasciando solo ufficialmente sei di loro, benché non sia chiaro se siano stati espulsi o lasciati andare su base volontaria quale parte di un accordo di espatrio con il movimento Houthi. Uno dei membri della famiglia degli espulsi ha detto:
(Un ebreo yemenita fuggito nel 2021)